# Giulio Camuzzoni
Giulio Camuzzoni (Verona, 20 agosto 1816 – Verona, 7 aprile 1897) è stato un politico e avvocato italiano, sindaco di Verona per 16 anni (dal 1867 al 1883).

## Biografia
Membro della colta borghesia liberale di Verona, era solito frequentare i salotti borghesi insieme ad altri illustri veronesi come Angelo Messedaglia e Aleardo Aleardi.

### Sindaco di Verona
Nel 1867, un anno dopo l'annessione di Verona al Regno d'Italia, diventa sindaco della città. La sua politica è subito all'insegna della scolarizzazione e dell'industrializzazione.
Fa aprire nuove scuole portandole da 7 a 18 con un aumento degli alunni del 233%, e organizza lezioni serali agli adulti interamente pagate dal Comune.

#### Il Canale Camuzzoni
Per favorire lo sviluppo di Verona come città industriale, incarica nel 1872 l'ingegnere Enrico Carli di progettare un canale industriale che attraversi la periferia veronese. In quel momento la disoccupazione era molto forte e la costruzione avrebbe portato nuovo lavoro. Dopo soli 4 mesi il progetto viene terminato. Questo prevede la costruzione di un canale artificiale capace di generare 1250 cv di forza motrice a un costo di 500.000 lire di allora. Dopo un lungo dibattito interno al consiglio comunale, dove il progetto viene modificato portando a 1580 cv la forza motrice, viene approvato nel 1874. Anche i lavori subiscono dei ritardi, dovuti soprattutto all'alluvione del 1882 che provoca ingenti danni alla città e le dimissioni dello stesso Camuzzoni. Nel 1885 il canale viene terminato con un ulteriore aumento dei cv prodotti a 3200 per un costo di 3.000.000 di lire e nel 1887 viene reso operativo dopo 15 anni dall'inizio dei lavori. Nel frattempo però, l'industria manifatturiera inizia a fallire e il canale rimane completamente inutilizzato fino al 1889, anno in cui Pasquale Crespi, fratello dell'imprenditore Cristoforo Benigno Crespi compra una piccola parte dei cv prodotti per costruire un opificio che chiuderà entro la fine del secolo. Il canale torna ad essere inutilizzato fino al 1920, quando le prime vere industrie si stabiliscono nella periferia sud di Verona. Queste sono le Cartiere Fedrigoni, il Cotonificio veneziano e i Mulini Consolaro.